# Дразаркский монастырь
Дразарк (арм. Դրազարկ) или Дразаркский монастырь (арм. Դրազարկի վանք) — средневековый армянский монастырь, построенный в начале XI века.

## Исторический очерк
Монастырь Дразарк был основан в конце XI — начале XII века монахом Геворгом Мегриком, переселившимся в регион из восточной Армении. Точное место расположения монастыря не установлено. Известно, что он был расположен в области Аназарба, близ политического центра киликийских правителей — Сиса. Являлся престолом архиепископа Сиса, исполнявшего должность государственного канцлера. Монастырь имел свой скрипторий и являлся сосредоточием выдающихся ученых. Уже с начала XII века по своему значению он выделялся среди центров письменности Киликии. Из стен Дразарка выходили рукописи, направлявшиеся в другие монастыри. После 1169 года становится родовой усыпальницей армянской династии Рубенидов.

## Похороненные в монастыре
- Торос I (?-1130) — третий по счету правитель Киликии
- Григор IV (1133—1193) — католикос армян
- Торос II (?-1169) — пятый по счету правитель Киликии
- Забел (1217—1252) — Королева Киликийского армянского царства
- Евфимия (? — 1309)